# Marilleva
Marilleva (IPA: /marilˈleva/) je část obce Mezzana v provincii Trento, turistické letovisko postavené v roce 1972 jako lyžařské středisko a obytné centrum. 
Skládá se ze dvou měst, Marilleva 900, která se nachází v nadmořské výšce asi 900 m na pravém břehu řeky Noce, a Marilleva 1400, v nadmořské výšce asi 1400 metrů, kde začíná většina lanových drah. Spojení mezi těmito dvěma místy je zaručeno vozovkou a lanovkou. 
Lyžařský areál zahrnuje 25 lyžařských vleků, které ho spojují s městy Folgarida, Madonna di Campiglio a Mezzana. 
Areál je vybaven sjezdovkou pro noční lyžování, krytým bazénem, tenisovými kurty a sportovním centrem.

## Infrastruktura a doprava

### Železnice
Marilleva 900 se nachází u stanice Marilleva, která se nachází na trati Trento-Malé-Mezzana.

## Zajímavosti
Jedna z lanových drah byla prodána do České republiky do ski areálu Klínovec. V současné době je použita jako Lanová dráha Dámská.